# John Bissinger
John Bissinger (Nueva York, Estados Unidos, 7 de enero de 1879-ibídem, 20 de enero de 1941) fue un gimnasta artístico estadounidense, subcampeón olímpico en San Luis 1904 en el concurso por equipos.

## Carrera deportiva
En los JJ. OO. celebrados en San Luis (Misuri) en 1904 gana la medalla de plata en equipos, perteneciendo él al equipo de Nueva York, quedando en el podio tras el de Filadelfia (oro) y por delante del de Chicago (bronce), y siendo sus compañeros: Emil Beyer, Arthur Rosenkampff, Julian Schmitz, Otto Steffen y Max Wolf.